# Boris Karlov
Boris Karlov (Bulgaars: Борис Карлов) (Sofia, 11 augustus 1924 - Kraljevo, 12 december 1964) was een Bulgaars accordeonist. 
Karlov werd geboren in een gezin met zigeunerachtergrond. Zijn vader was dirigent van het orkest Korensjaska dat veel te horen was op Radio Sofia. Op jonge leeftijd raakte Karlov al verslingerd aan de volksmuziek, eerst op de ocarina daarna als tamburaspeler in het orkest van zijn vader. Hier leerde hij het gevoel voor harmonische structuur van de Bulgaarse muziek. Op 12-jarige leeftijd begon Karlov met accordeon, eerst op een eenvoudige 48-bas van Hohner, later op een 120-basser, en uiteindelijk slaagde hij erin om een Italiaanse Scandalli-accordeon voor hem te laten bouwen. 
Karlov was in de jaren 1950-60 in Bulgarije maar ook in Joegoslavië en Oostenrijk een beroemdheid met een drukke concertagenda en lovende kritieken.
Karlov ontwikkelde een stijl van spelen die nieuw was op de accordeon. Gebaseerd op doorgaans korte, eenvoudige, maar snelle volkswijsjes in vaak onregelmatige maatsoorten die oorspronkelijk gespeeld wordt op instrumenten als gaida en kaval maakte hij rondo-achtige vormen waarbij de eigenheid van de Bulgaarse muziek toch bewaard bleef.
Omdat hij zijn geliefde instrument ten gevolge van ernstige ziekte niet meer kon dragen speelde hij zijn laatste concert zittend. Boris Karlov stierf op 40-jarige leeftijd 'in het harnas' aan een nierinfectie.